# گاندیگرام (ترپورا)
گاندیگرام (به انگلیسی: Gandhigram) یک منطقهٔ مسکونی در هند است که در تریپورا واقع شده‌است.